# Viridiana
A Viridiana 1961-ben bemutatott, Spanyolországban forgatott Buñuel-film, mely nagy nemzetközi botrányt kavart vallási körökben. Több országban betiltották a filmet. Az 1961-es cannes-i filmfesztiválon elnyerte a fesztivál fődíját, az Arany Pálmát.

## Történet
A fiatal apácanövendék, Viridiana (Silvia Pinal) meglátogatja nagybátyját – Don Jaime (Fernando Rey) – vidéki birtokán. Don Jaime évtizedek óta özvegy, felesége a nászéjszakán halt meg. Az idős férfinek megtetszik az unokahúga és megkéri a lány kezét. Viridiana felháborodottan utasítja vissza nagybátyja házassági ajánlatát. Don Jaime és Ramona (Margarita Lozano) – a szobalánya – ekkor altatót adnak be a lánynak, azért, hogy álmában a férfi megerőszakolja, így kötve magához Viridiánát. Don Jaime azonban ezt nem teszi meg.
Másnap a férfi közli a lánnyal, hogy az este elvette a szüzességét, így már nem tud visszatérni a kolostorba. Viridiana azonban ennek ellenére elkezd összepakolni, továbbra is az a célja, hogy elhagyja a házat. Don Jaime ekkor bevallja, hogy csak hazudott, nem is erőszakolta meg, a lány azonban nem hisz neki és elmegy. A buszállomáson érik utol a rendőrök és közlik vele, hogy nagybátyja öngyilkosságot követett el; felakasztotta magát. A fiatal apáca visszatér a házba, ahol megtudja azt is, hogy Don Jaime minden vagyonát Viridianára és mostohafiára Jorgéra (Francisco Rabal) hagyta.
A lány otthagyja a rendet és a kastélyból menhelyet alapít a városi koldusoknak. Viridiana órákon át imádkozik magányában, szobája falát nagy fakereszt és töviskoszorú díszíti. Jorge barátnőjével Luciával érkezik meg a birtokra, a férfi ambiciózus terveket kíván megvalósítani: modernizálni kívánja a házat és a birtokot. Jorge beleszeret Viridianába – csakúgy mint az apja – azonban a lány az ő közeledését is visszautasítja. Lucia látva, hogy Jorge már mást szeret, elhagyja a házat.
Viridiana egész napját a koldusok körében tölti, együtt imádkoznak, esznek, ápolja betegségeiket. Viridiana próbálkozása azonban csődöt mond: egy délután, amikor Jorge és Viridiana bemennek a városba, a koldusok behatolnak a házba és óriási lakomába kezdenek, lerészegednek, a bútorokat megrongálják, az ételt szétdobálják, kifosztják a házat. Késő este visszaérkezve a városból a házba belépő Jorgét bántalmazzák, Viridianát pedig megpróbálják megerőszakolni. A megkötözött Jorge pénzt ajánl egy másik koldusnak, ha megöli a Viridianával erőszakoskodó koldust. Az meg is teszi. A rendőrök megérkeznek a házba és letartóztatják az erőszakoskodó koldusokat.
Viridiana a film végére megváltozik, töviskoszorúját és fakeresztjét eldobja, haját már szabadon hagyja, majd egy éjszaka kopogtat Jorge ajtaján, és belépve a férfi szobájába Ramonát találja a hálószobában. Jorge felajánlja Viridianának, hogy kártyázzanak együtt, csatlakozzon a játékukhoz.

## Szereplők
- Silvia Pinal – Viridiana
- Francisco Rabal – Jorge
- Fernando Rey – Don Jaime
- José Calvo – koldus
- Margarita Lozano – Ramona

## Antiklerikális mű
A mű bővelkedik jellegzetes „buñueli szimbólumokban”, archetipikus alakokban. Számtalan olyan képsor látható, melyet maga a Vatikán is blaszfémiának bélyegzett. A mű maga Buñuel „legantiklerikálisabb” filmje, az egyházat és a kereszténység szimbólumait, eszméit kigúnyolja, kinevetteti, illetve néhol már-már meggyalázza.
- A kötél, mellyel Don Jaime felakasztotta magát, valójában egy ugrókötél, mellyel az egyik cseléd lánya játszott; később a kötél egy koldus öve lesz; majd a film végén a koldus ezzel a kötéllel kötözi meg Jorgét.
- A befogadott koldusok többnyire degenerált-fogyatékos személyek, van közöttük leprás, törpe, megrontott gyermek, vak, féllábú.
- Egy jelenetben azt láthatjuk, hogy Don Jaime a nászéjszakájukon elhunyt felesége menyasszonyi cipőjét próbálja felvenni és felesége fűzőjét maga elé téve nézegeti magát a tükörben. A fetisizmus szinte mindegyik Buñuel-filmben megjelenik.
- Don Jaime folyton Georg Friedrich Händel Messiás című oratóriumát hallgatja gramofonon, ez a zene szól akkor is, amikor meg akarja erőszakolni unokahúgát, és ez hangzik fel a koldusok orgiába hajló vacsorájánál. A fenséges zene ellentéte: Jorge általában amerikai rock&roll-t hallgat rádión.
- Miközben Viridiana és a koldusok az Angelust imádkozzák, gyors, egymás után következő képsorok mutatják Jorge és az építkezők munkáját, a betonkeverést, mészoltást, ásást, betonozást. Buñuel párhuzamba állítja az imádságot és a munkát, ezt erősíti Jorge megjegyzése is Viridianának, miszerint „Ezek (koldusok) csak ingyenélő mihasznák, nem dolgoznak”.
- Egy jelenetben láthatjuk, hogy Jorge apja bicskáját használja: a bicska maga egy feszület, amiből egy pengét lehet kinyitni.
- A mű végén Viridiana eldobja töviskoszorúját, egy kislány pedig hozzáérve a koszorúhoz megsebzi a kezét, és rögtön bedobja a „haszontalan tárgyat” a tűzbe.
- A koldusok vacsorájánál Buñuel olyan képi megoldást alkalmazott, mely során pontosan úgy mutatja a nézőnek a féktelen, részegségbe, orgiába hajló zabálást, mint ahogy Leonardo da Vinci Az utolsó vacsora című freskóján láthatjuk az alakokat. A koldusok magát Jézust és tanítványait jelenítik meg. Buñuel a koldusok vad, féktelen zabalását mintegy az Utolsó vacsora szimbólumaként ábrázolja. Emiatt a jelenet miatt a Vatikán nyilvánosan elítélte a filmet.
- A film utolsó jelenete előrevetíti, hogy Ramona, Jorge és Viridiana „édes hármasként” (ménage à trois) élik tovább életüket.

## A mű utóélete
Buñuel 1960-ban térhetett vissza Spanyolországba, ahol 1961-ben forgatta le ezt a filmjét. A vallási ideálok teljesíthetetlensége, hiábavalósága – csakúgy mint a Nazarín című filmjében is – itt szintén központi helyet foglal el. Sok országban csak cenzúrázott változatát mutatták be a mozikban, míg például Spanyolországban a filmet teljes egészében betiltották, a felelős hivatalnokokat, akik a filmet engedélyezték, elbocsátották. Az egyházi képviselők több országban felháborodásukat fejezték ki a keresztény szimbólumokkal forgatott, sokkoló jelenetek miatt. A Vatikán is nyilvánosan ítélte el a filmet, és megtekintését napjainkban sem ajánlja híveinek. Maga a rendező erről így nyilatkozott: „Nem állt szándékomban blaszfémiát elkövetni, de az ilyen dolgokat jobban meg tudja ítélni XXIII. János pápa, mint én.”
1996-ban a filmkritikusok és filmkészítők a legjobb 20. századi spanyol filmnek választották.

## Díjak, jelölések

### Cannes-i fesztivál(1961)
- díj: Arany Pálma (Luis Buñuel)